# Akustická hudba

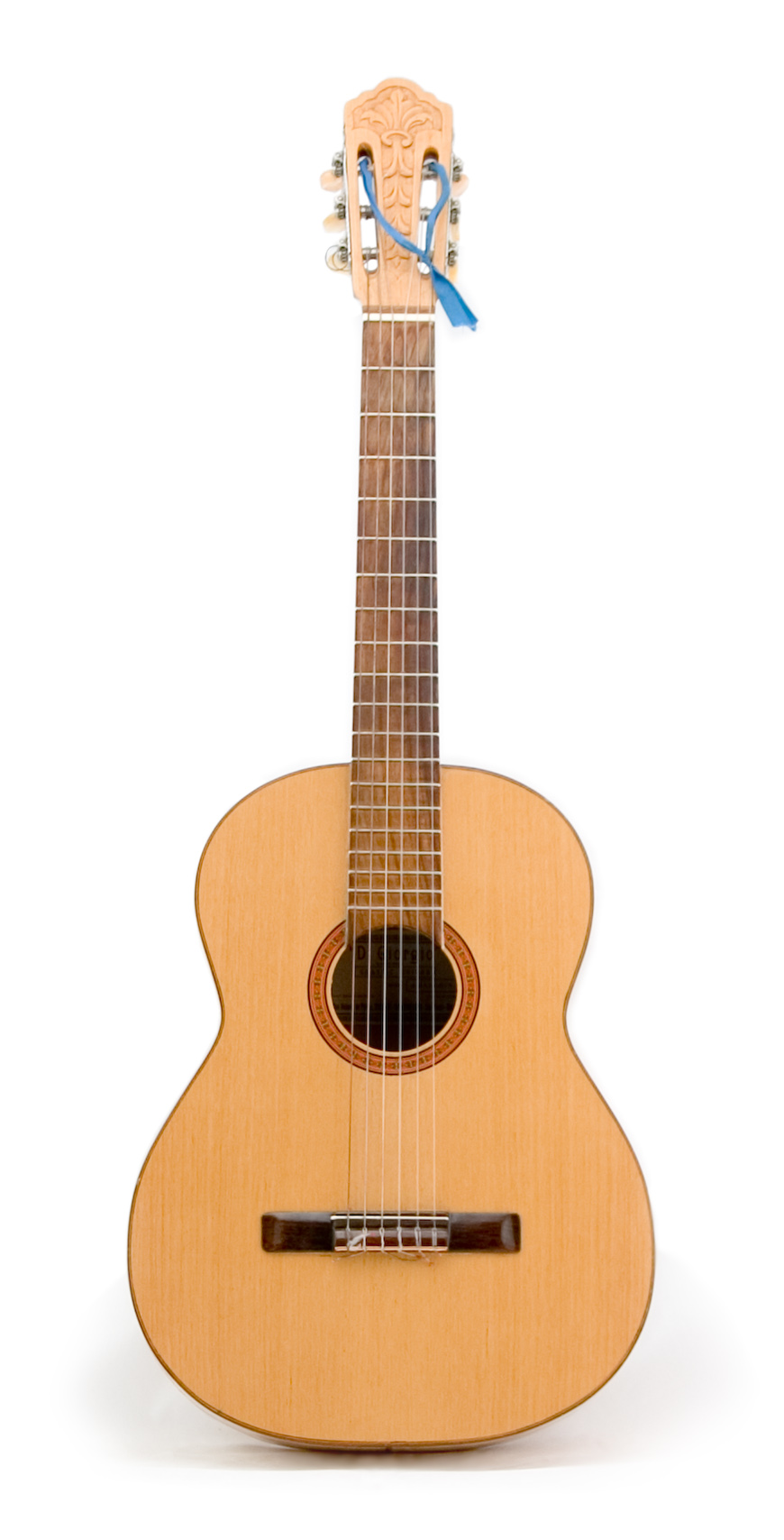
klasická kytara

Akustická hudba je hudba, která používá hudební nástroje, které hrají bez použití zvukové techniky, elektrických a elektronických nástrojů. V 90. letech se zvýšila oblíbenost tohoto druhu hudby a televizní stanice MTV začala vysílat pořad MTV Unplugged, ve kterém akustická hudba byla většinou zesílena přes různé zesilovače.